# Тургуд Маршалл
Тургуд Маршалл (англ. Thurgood Marshall; 2 липня 1908—24 січня 1993) — суддя Верховного суду США, призначений 1967 року президентом Джонсоном. Правнук раба, учасник руху за громадянські права афроамериканців у США. Як адвокат Національної асоціації сприяння прогресу кольорового населення виграв справу «Браун проти Ради у справах освіти» у 1954 році. Перший афроамериканець, який став суддею Верховного Суду США.

## Життєпис

### Ранні роки
Тургуд Маршалл народився 2 липня 1908 року в Балтиморі, Меріленд, в родині Норми та Вільяма Маршаллів. Його мати була вчителькою, а батько — ветераном громадянської війни, що воював на боці Союзу/Федерації. Вільям Маршалл також працював  офіціантом в ресторанах, а також у вагонах-ресторанах на залізниці. Його прапрадід був рабом, якого привезли з Конго до Меріленду. Тургуд розповідав, що в його прапрадіда з Конго був настільки бунтівний характер, що господар його відпустив на волю. Його дід з боку батька був власником продуктового магазину в Балтиморі. За повідомленням газети Baltimore Sun в 1875 році його дід з боку матері брав участь в масовій демонстрації проти насильства поліції над афроамериканцями.
Після народження Тургуда родина Маршаллів переїхала до Нью-Йорку, до тітки Тургуда з боку матері. Батько Тургуда тоді працював на нью-йоркській центральній залізниці. Коли Тургуду прийшов час йти до школи, Маршалли повернулись до Балтимора. В Балтиморі Вільям Маршалл продовжував працювати офіціантом в готелях, заміських клубах та вагонах-ресторанах.
В Балтиморі Тургуд пішов до молодшої школи — Школи № 103 ім. Генрі Гайланда Ґарнета, названої на честь аболіціоніста Генрі Гайланда Ґарнета. Школа № 103 була школою для афроамериканців, і вважалась найкращою школою для афроамериканців у місті. В цій школі Тургуд провчився з 1 по 8-ий класи. В 1921 році він закінчив молодшу школу та перейшов до старшої школи, яка тоді називалась старшою школою для кольорових. Маршалл не тільки навчався, а й працював. Він почав працювати із семи років, коли став розсильним продуктового магазину. Пізніше він працював доставщиком капелюхів, вантажником на залізниці та офіціантом в ексклюзивному клубі.
За спогадами Маршалла, в старших класах він був заарештований за бійку з білим чоловіком. За його словами, коли він намагався втиснутись у тролейбус, тримаючи купу капелюхів, які мав доставити по роботі, його штовхнув білий чоловік, назвавши його «нігером», та сказав йому, що він вліз поперед білої жінки, і щоб він більше так не робив. Тургуд розлютився і вдарив цього чоловіка; приїхала поліція та заарештувала його. Тургуд подзвонив своєму роботодавцю, капелюшнику Мортімеру Шоену, і той забрав його з поліцейського відділку, заплативши 50 доларів США. Маршалл згадував, що Шоен ніколи не просив повернути ці гроші, а також не просив відшкодувати втрати за пошкодженні в бійці капелюхи.
В старших класах Тургуд захопився дебатами, які стали однієї з форм навчальних змагань спочатку в коледжах, а потім в старших школах. Коледжі та старші школи влаштовували змагання з дебатів, створювались ліги з дебатів. Коли Тургуд був в дев'ятому класі, його запросили до шкільної команди з дебатів, яка змагалась із командами шкіл для афроамериканців в Меріленді, Делавері та окрузі Колумбія. В одинадцятому та дванадцятому класах він був капітаном шкільної команди з дебатів.  В 1925 році Маршалл закінчив з відзнакою школу, яка вже на той час називалась на честь Фредеріка Дугласа, відомого борця за права афроамериканців.

### Університетські роки
Після закінчення школи перед Тургудом постало питання коледжу. Він не міг вступити до Мерілендського університету, оскільки тоді університет не приймав афроамериканців. Він вирішив піти до маленького приватного навчального закладу для афроамериканців — Університету Лінкольна в Оксфорді, Пенсильванія. Навчаючись в Університеті Лінкольна він також працював в пекарні студмістечка, щоб фінансувати своє навчання.  
В Університеті Лінкольна Маршалл навчався на одному курсі із відомим американським поетом та письменником Ленгстоном Г'юзом. В перший рік навчання академічні успіхи Маршалла були трохи вищими за середні: він добре розумівся на математиці, але в нього важко йшли іноземні мови. В університеті Маршалл продовжив брати участь в дебатах, ставши членом університетської команди з дебатів, яка змагалась з командами з університетів для чорношкірих: коледж Моргана в Меріленді, Говардський університет та Вірджинія-Юніон-Юніверсіті в Ричмонді. На літніх канікулах після першого курсу Маршалл влаштувався на роботу офіціантом у вагон-ресторан залізниці, що курсувала з Вашингтону на північ та на захід.
На другому курсі він став членом братерства Альфа-Фі-Альфа, а також почав приділяти більше уваги навчанню, що покращило його академічну успішність. Крім того, на цьому курсі Маршалл відзначився тим, що був відсторонений від занять на тиждень за гейзинг, практику, яка полягала в тому, що старші студенти університету цькували першокурсників. Гейзинг був своєрідною «традицією» в університеті, і Маршалл теж відчув його на собі, коли був першокурсником. Коли Маршалл був на другому курсі, гейзинг офіційно заборонили директивою виконуючого обов'язки президента університету.
Також на другому курсі Маршалл занурився в дебати. Разом із своєю командою з дебатів він взяв участь в перших міжрасових дебатах між командами коледжів. Темою цих дебатів був «Сухий закон». Також він взяв участь у дебатах із командою Університету штату Пенсильванія. Команда Маршалла відстоювала позицію, що «Сухий закон» був занадто жорстким та потрібно було запровадити деякі послаблення.
На третьому курсі Маршалл продовжує брати участь у дебатах. В 1927 року команда Університету Лінкольна разом дебатувала із англійськими командами з Університету Редінга, Лондонського університету та Единбурзького університету . Питання дебатів було сформульовано так: «Вирішено, що ставлення англосаксів до підконтрольних кольорових рас є неетичним та шкідливим для прогресу». Команда Маршалла захищала цю тезу, засудивши англійський імперіалізм, та стверджуючи, що англосакси пригнічували кольорові раси задля переваг бізнесу. Пізніше Маршалл брав участь в дебатах в Гарвардському університеті з наступним чином сформульованої тези: «Вирішено, що подальше змішування рас в США є бажаним». Ці дебати привернули увагу місцевого Ку-клукс-клану. Члени Ку-клукс-клану вимагали скасувати дебати, або змінити тему. Коли дебати почались, то в будівлю, в якій вони проходили, летіло каміння. Однак, дебати все ж відбулись. Команді Маршалла випало заперечити тезу, і заперечення зводилось до того, що діти у змішаних сім'ях не належать до жодної з рас, і що в багатьох штатах міжрасові шлюби були заборонені.
Маршалл майже не відвідував університет протягом другого семестру третього курсу спочатку з причин здоров'я, а потім, можливо, через брак фінансів. Він повернувся до університету вже в 1928 році. В 1929 році він познайомився із своєю майбутньою дружиною, студенткою Пенсильванського університету, Вівіан Барі. Вівіан та Тургуд одружились того ж року. В 1930 році Маршалл закінчив Університет Лінкольна з відзнакою.

### Навчання в Школі права Говардського університету
Після закінчення Університету Лінкольна Маршалл вступив до Школи права Говардського університету. Однак він не переїхав до Вашингтону, де знаходилась школа, через брак коштів, а їздив туди з Балтимору шість днів на тиждень. На першому курсі від досяг особливих успіхів у юридичних дослідженнях та навчальному судовому процесі. Його викладач з юридичних досліджень Вільям Гейсті, майбутній перший федеральний суддя-афроамериканец, був дуже вражений Маршаллом та поставив йому найвищу оцінку. Маршалл закінчив перший рік школи з найвищою середньою оцінкою в своєму класі, а також отримав Премію Калагана за отримання найвищої оцінки з юридичної бібліографії.
Пізніше Маршалл влаштувався помічником бібліотекара в бібліотеці Школи права. На другому та третьому курсі школи також залишався найкращим студентом класу. Він отримав найвищі оцінки з курсу доказів, міжнародного приватного права, управління заповітами та спадщиною. Він також виграв навчальний судовий процес. На другому курсі Маршалл робив юридичне дослідження даля свого викладача Вільяма Гейтсі у справі Джорджа Кроуфорда, афроамериканця, якого звинувачували у вбивстві двох білих жінок. На літніх канікулах Маршалл працював офіціантом в елітному заміському клубі. В 1933 році Маршалл закінчив Школу права з відзнакою, а через два тижні склав адвокатський іспит.

### Національна асоціація сприяння прогресу кольорового населення

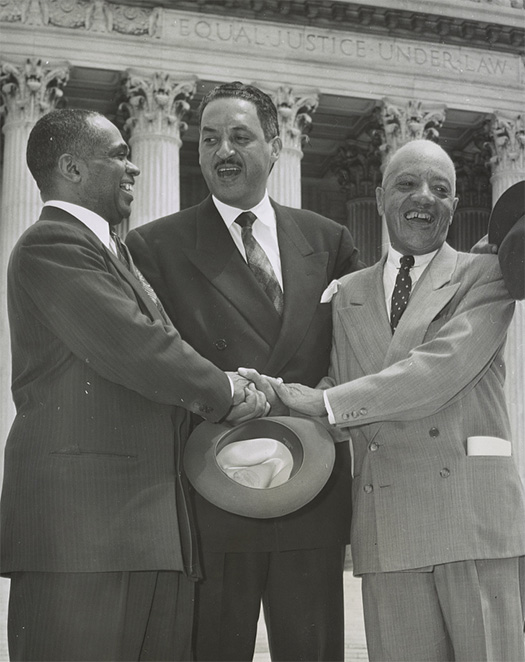
Маршалл (в центрі), Джордж Едвард Челмерс Гейз та Джеймс Небріт вітають один одного після рішення Верховного суду в справі «Браун проти Ради з питань освіти»

В 1933 році після закінчення юридичної школи Маршалл відкрив невелику юридичну практику в Балтиморі. В той же час він все більше долучається до справ щодо громадянських прав, і скоро його кар'єра зосереджується саме на громадянських правах. Під егідою Національної асоціації сприяння прогресу кольорового населення (англ. National Association for the Advancement of Colored People, або скорочено англ. NAACP) він багато подорожує Мерілендом, розслідуючи лінчування. Крім того, він добився, щоб чорношкірим вчителям платили таку саму зарплатню, що ї білим, а також організував бойкот мережі магазинів A&P, щоб примусити мережу наймати білих працівників.
В 1935 році Маршалл одержав значну юридичну перемогу: разом із своїм викладачем з Говардського університету вони домоглись, десегреграції в Школі права Мерілендського університету.
В 1936 році Маршалл став спеціальним допоміжним радником Національної асоціації сприяння прогресу кольорового населення в Нью-Йорку. В 1940 році він став головним радником з питань планування юридичної стратегії для Фонду юридичного захисту та освіти Національної асоціації сприяння прогресу кольорового населення. В 1944 році Маршал здобув виборчі права для чорношкірих жителів півдня США, коли успішно виступив у знаковій справі «Сміт проти Олрайта» (англ. Smith v. Allwright), в якій Верховний суд США постановив, що закони Техасу, які дозволяли виключно білі праймериз були антиконституційними.
В 1948 році Маршал виграв у Верховному суді знакову справу «Шеллі проти Кремера» (англ. Shelley v. Kraemer), в якій Верховний суд постановив, що обмеження на володіння власністю на підставі раси були незаконними. В 1950 Маршалл здобув перемогу в двох інших важливих справах: «Світ проти Пейнтера» (англ. Sweatt v. Painter) та «Маклорен проти Членів правління вищої освіти штату Оклахома» (англ. McLaurin v. Oklahoma State Regents), в яких Верховний суд США постановив, що закони штатів, які забороняють спільне навчання чорношкірих та білих, були антиконституційними.
В 1951 році Маршалл здійснив подорож до Японії та Південної Кореї з метою розслідування звинувачень щодо жорстокого поводження із чорношкірими солдатами з боку південних командирів. В 1954 році Маршалл з командою юристів з Національної асоціації сприяння прогресу кольорового населення в Нью-Йорку виграв знакову справу «Браун проти Ради освіти» (англ. Brown v. Board of Education of Topeka), в якій Верховний суд США постановив, що сегрегація в державних закладах освіти була антиконституційною.

### Призначення на посаду судді Апеляційного суду другого округу США
В 1961 році президент Джон Кеннеді призначив Маршалла суддею Апеляційного суду другого округу США, який розглядає апеляції з окружних судів штатів Вермонт, Нью-Йорк та Коннектикут. Спочатку він вагався щодо пропозиції президента Кеннеді, побоюючись, що його союзники по руху за громадянські права подумають, що він кидає боротьбу. «Мені довелося боротися з собою», — сказав він в одному інтерв'ю. «Але на той час я створив штат — до біса хороший персонал — чудову раду та підтримку, яка дозволила б їм йти вперед. І коли у когось є можливість служити уряду, він повинен двічі подумати, перш ніж відмовитись від неї.»
Призначивши Маршалла, Кеннеді скористався процедурою «призначення під час перерви» (англ. recess appointment), тобто призначення посадовця в той час, коли Сенат перебував на перерві. Це дозволило Маршаллу почати виконувати суддівські обов'язки незабаром після призначення. Лише через кілька місяців після призначення Кеннеді представив кандидатуру Маршалла на схвалення Юридичному комітету Сенату США. Слухання комітету щодо схвалення кандидатури Маршалла відкладались 2 рази. Сенатор-республіканець Кеннет Кітінг заявляв, що подальшій затримці слухань не було виправдань. Представляючи кандидатуру Маршалла, Кітінг наголосив, що в ролі федерального судді Маршалл буде поводитись як юрист та американець, а не як захисник певної групи.
На слуханнях розглядалось питання договору між Германом Світтом, одним із позивачів у декількох справах, якими займалась Національна асоціація сприяння прогресу кольорового населення (зокрема, в справі «Світ проти Пейнтера», та самою асоціацією. Йшлося про умову договору, згідно за якою, під час судового розгляду асоціація надавала фінансову підтримку Світу. Це порушувало правила юридичної етики. Маршалл відповів, що він був не в курсі цієї умови, а контракт складали місцеві юристи. Схвалення кандидатури затягувалось: слухання почались в квітні 1962, потім була перерва до липня 1962. На серпневих слуханнях сенатори продовжували вивчати питання юридичної етики: вони зосередили свою увагу на листі, в якому Маршалл вказував, що їм потрібен позивач, щоб оскаржити сегрегацію в Луїзіані. Це нібито порушувало юридичну етику, оскільки юристам заборонялось створювати судові процеси.
Під-комітет, що мав рекомендувати або не рекомендувати схвалення, затримував своє голосування. Врешті, Юридичний комітет Сенату, не чекаючи рекомендації від під-комітету, схвалив кандидатуру Маршалла у співвідношенні 11 до 4, а пізніше Сенат проголосував за схвалення кандидатури Маршалла у співвідношенні 54 до 15. Це сталося лише 12 вересня 1962 року, тобто майже через рік, після того, як Маршалл приніс присягу. Маршалл був суддею Апеляційного суду другого округу США з 1961 по 1965 рік. На цій посаді Маршалл написав більше ніж 150 думок.

### Призначення на посаду Генерального соліситора США
В 1965 році президент Ліндон Джонсон призначив Маршалла Генеральним соліситором США — юристом, що представляє уряд у справах, що розглядаються у Верховному суді, а також приймає рішення щодо необхідності апеляцій в справах, що розглядались у федеральних судах нижчих інстанцій. Через два тижні після того, як Джонсон номінував Маршалла на посаду Генерального соліситора, відбулись слухання Юридичного комітету Сенату для схвалення чи відхилення кандидатури Маршалла. Маршалл вже готувався до того, що слухання, як і тоді, коли його призначили федеральним суддею, будуть тривати довго. Однак Джонсон наполягав на швидкому схваленні кандидатури Маршалла, тому він тиснув на сенаторів. Юридичний комітет Сенату радився лише 29 хвилин перед тим, як затвердити кандидатуру Маршалла. Наступного дня Сенат, у співвідношенні 69 до 11, схвалив кандидатуру Маршалла на пост Генерального соліситора США.
Таким чином, Маршалл став першим афроамериканцем, призначеним на пост Генерального соліситора.

### Призначення на посаду судді Верховного суду США
В 1967 році Ліндон Джонсон номінував Маршалла на посаду судді Верховного суду США. Таким чином, Маршалл став першим афроамериканцем, який обіймав посаду судді Верховного суду США.

### Останні роки
В 1991 році Маршалл вийшов на пенсію за станом здоров'я. На прес-конференції з приводу своєю відставки, на питання журналіста «що з Вами?» Маршалл відповів: «Що зі мною? Я старий. Я старію і розвалююсь». Тургуд Маршалл помер від серцевої недостатності 24 січня 1993 року в лікарні в Бетесді, Меріленд, напередодні того, як мав приводити до присяги Віце-президента США Ела Ґора.

## Діяльність на посаді Генерального соліситора США
На посаді Генерального соліситора Маршалл відзначився тим, що представляв уряд в таких важливих справах, як «Гарпер проти Ради виборів Вірджинії» (англ. Harper v. Virginia Board of Elections), «США проти Ґеста» (англ. United Slates v. Guest), «Федеральна торгова комісія проти Procter & Gamble» (англ. FTC v. Procter & Gamble) та «Національна рада з трудових відносин проти Allis Chalmers Mfg. Co» (англ. NLRB v. Allis Chalmers Mfg. Co).
В справі «Гарпер проти Ради виборів Вірджинії» суд розглядав конституційність виборчого податку, що накладався у Вірджинії. Раніше Верховний суд постійно постановляв, що Конституція США не надавала загального виборчого права, коли йшлося про штатні вибори, тобто вибори на виборні посади штату. Тим не менш, у своєму поданні Маршалл стверджував, що виборчий податок обмежує виборчі права, гарантовані Конституцією, а також вказував на фундаментальну несправедливість податку, а також відсутність зв'язку між здатністю платити податок та здатністю розуміти політичні проблеми. Верховний суд постановив, що виборчий податок був неконституційним, але не прийняв аргумент Маршалла, що податок порушує виборчі права, гарантовані Конституцією США. Натомість, Верховний суд поклався на інші аргументи Маршалла: несправедливість та економічну нерівність.
В справі «Міранда проти Аризони» (англ. Miranda v. Arizona) Маршалл безуспішно стверджував, що перед тим як допитувати свідків чи підозрюваних ФБР в достатньому обсязі попереджало допитуваних про їхні права.
Загалом протягом дворічного перебування на посаді Маршалл представляв уряд у 18-ти справах, з яких виграв — 14.
Маршалл згадував свою роботу на посаді Генерального соліситора як «найбільш ефективну роботу».

## Особисте життя
Перша дружина судді Маршалла, активістка за громадянські права Вівіан Барі, з якою він одружився в 1929 році, померла від раку в лютому 1955 року. У грудні того ж року він одружився з Сесилією Суят, відомою як Сіссі, також активісткою громадянських прав. У них народилось двоє синів: Тургуд-молодший, координатор із законодавчих питань в Офісі віце-президента, а раніше юрист у Юридичному комітеті Сенату, і Джон, колишній співробітник поліції штату Вірджинія, який також працював в адміністраціях губернаторів Вірджинії Марка Ворнера та Тіма Кейна.

## Номінації та нагороди
В 1946 році Національна асоціація сприяння прогресу кольорового населення вручила Маршаллу Медаль Спінґарна, якою нагороджуються афроамериканці за видатні досягнення.
В 1993 році президент Білл Клінтон посмертно нагородив Маршалла Президентською медаллю свободи.

## Вшанування пам'яті
На честь Тургуда Маршалла названі: Міжнародний аеропорт «Балтимор-Вашингтон», освітній заклад Тургуд-Маршалл-Коледж, середня школа в Техасі, — Середня школа ім. Тургуда Маршалла (англ. Thurgood Marshall High School), юридична школа в Техаському південному університеті — Школа права ім. Тургуда Маршалла (англ. Thurgood Marshall School of Law), юридична бібліотека Університету Меріленда нью-йоркська будівля, в якій розташовується Апеляційний суд другого округу США та Окружний суд південного округа Нью-Йорка, — Будинок правосуддя Тургуда Маршалла (англ. Thurgood Marshall United States Courthouse) та вашингтонська будівля, в якій знаходяться офіси, що підтримують роботу федеральних судів, — Федеральна судова будівля ім. Тургуда Маршалла (англ. Thurgood Marshall Federal Judiciary Building).
В 2003 році Поштова служба США вшанувала Маршалла, розмістивши його зображення на пам'ятній марці.

## Праці Маршалла

### Вибранні статті
- «Пан суддя Мьорфі та громадянські права» (англ. Mr. Justice Murphy and Civil Rights; 1949) — в журналі Michigan Law Review
- «Верховний суд як захисник громадянських прав: рівний захист законів» (англ. The Supreme Court as Protector of Civil Rights: Equal Protection of the Laws; 1951) — в журналі The ANNALS of the American Academy of Political and Social Science
- «Оцінка недавніх зусиль досягти расової інтеграції в освіті за допомогою судових процесів» (англ. An evaluation of recent efforts to achieve racial integration in education through resort to the courts; 1952) — в журналі The Journal of Negro Education
- "Розквіт і крах «білих демократичних праймериз» (англ. The Rise and Collapse of the" White Democratic Primary"; 1957) — в журналі The Journal of Negro Education
- «Право та прагнення до рівності» (англ. Law and the Quest for Equality; 1967) — в журналі Washington University Law Quarterly
- «Групова дія в боротьбі за справедливість» (англ. Group Action in the Pursuit of Justice; 1969) — в журналі New York University Law Review
- «Зауваження щодо смертної кари, зроблені на конференції суддів другого округу» (англ. Remarks on the Death Penalty Made at the Judicial Conference of the Second Circuit; 1986) — в журналі Columbia Law Review
- «Двохсотріччя Конституції: вшанування невірного документу?» (англ. The Constitution's Bicentennial: Commemorating the Wrong Document; 1987) — в журналі Vanderbilt Law Review
- «Конституція: живий документ» (англ. The Constitution: A living document; 1987) — в журналі Howard Law Journal
- «Міркування з приводу двохсотліття Конституції США» (англ. Reflections on the bicentennial of the United States Constitution;1987) — в журналі Harvard Law Review

## В популярній культурі
Маршалла грали наступні актори в кіно та серіалах:
- Сідні Пуатьє в мінісеріалі «Окремі, але рівні» (англ. Separate But Equal) 1991 року
- Денні Ґловер в американському фільмі «Найважливіший бій Мухаммеда Алі» (англ. Muhammad Ali's Greatest Fight) 2013 року
- Чедвік Боузман у фільмі «Маршалл» (англ. Marshall) 2017 року

В бродвейській моновиставі «Тургуд» (англ. Thurgud) Маршалла зіграв актор Лоренс Фішберн.

## Примітки

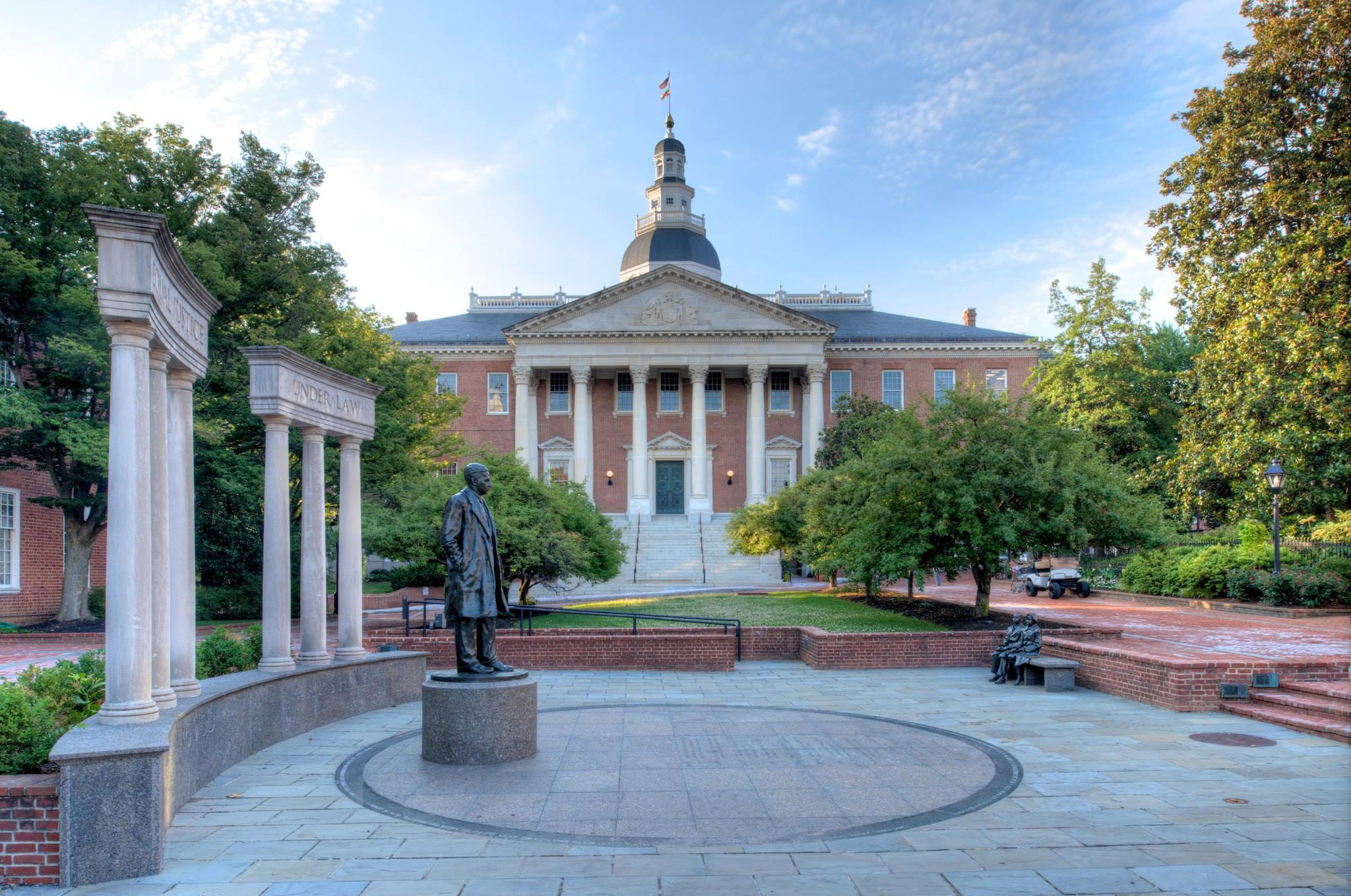
Статуя Маршалла біля Мерілендського капітолію